# Odwróceni zakochani
Odwróceni zakochani (ang. Upside Down) – francusko-kanadyjski melodramat science fiction z 2012 roku w reżyserii Juana Diego Solanasa.
Światowa premiera filmu miała miejsce 23 sierpnia 2012 roku w Rosji. W Polsce premiera filmu odbyła się 7 września 2012 roku.

## Opis fabuły
Adam (Jim Sturgess) jest facetem, o jakim marzy pewnie wiele kobiet – przystojny, miły, pracowity. Ale on myśli tylko o jednej - dziewczynie, którą poznał w dzieciństwie. Eden pochodzi z sąsiedniej planety. Panują na niej inne prawa i inna grawitacja, a Ziemianie nie mają tam wstępu. Pewnego dnia Adam widzi w telewizji ukochaną i podejmuje decyzję, że przeniknie do jej świata. Narażając życie.

## Obsada
- Jim Sturgess – Adam
- Kirsten Dunst – Eden
- Timothy Spall – Bob